# لبنان، مین
لبنان (به انگلیسی: Lebanon) یک منطقهٔ مسکونی در ایالات متحده آمریکا است که در شهرستان یورک، مین واقع شده‌است. لبنان ۱۴۴٫۶۰ کیلومتر مربع مساحت و ۶٬۰۳۱ نفر جمعیت دارد و ۱۴۰ متر بالاتر از سطح دریا واقع شده‌است.